# Bullet for My Valentine
Bullet for My Valentine je velški metalcore sastav iz Bridgenda, osnovan 1998.  godine.
Sastav čine Matt Tuck (vokal, ritam gitara), Michael Paget (gitara), Jamie Mathias (bas-gitara, prateći vokal) i Jason Bowld (bubnjevi). Osnovani su pod imenom Jeff Killed John i započeli glazbenu karijeru obradama pjesmama Metallice i Nirvane. Jeff Killed John je snimio šest pjesama koje nisu bile izdane, dvije pjesme su kasnije prerađen u svojoj karijeri kao Bullet for My Valentine. Debitantski album Poison, objavljen je 3. listopada 2005. u Velikoj Britaniji i 14. veljače 2006. u SAD kako bi poklapao s Valentinovom. Album je dospio na američku top listu albuma na broj 128.

## Članovi
- Matthew Tuck - vokal, gitara
- Michael Paget - gitara, prateći vokal
- Jamie Mathias - bas-gitara, prateći vokal
- Jason Bowld - bubnjevi

## Diskografija
Studijski albumi
- Hand of Blood EP (2004.)
- The Poison (2005.)
- Scream Aim Fire (2008.)
- Fever (2010.)
- Temper Temper (2013.)
- Venom (2015.)
- Gravity (2018.)
- Bullet for My Valentine (2021.)

## Vanjske poveznice
- Službena stranica